# Patrimoine de Vesoul
Le patrimoine de Vesoul se compose d'une riche architecture, de zones naturelles classées et d'une culture locale spécifique. Vesoul a aussi d'autres monuments et lieux qui font partie de l'histoire de la ville comme des jardins publics, des parcs, des places, des rues, des fontaines, des statues, des ponts…
Sur le plan architectural, la ville détient plusieurs édifices recensés aux monuments historiques, situés principalement dans le quartier du Vieux-Vesoul. Ce quartier, noyau de la ville, recèle d'édifices civils, fontaines et églises ce qui a valu au quartier du Vieux-Vesoul d'être classé  Cité Patrimoine de Franche-Comté et à l’Inventaire supplémentaire des monuments historiques.
La patrimoine naturel de Vesoul comprend de multiples espaces verts, réserves naturelles, collines ainsi que plusieurs cours d'eau de différents types.
La ville possède également de nombreux bâtiments consacrés à la culture tels que des lieux de conservation et d'exposition et des salles de spectacles.

## Patrimoine architectural

### Édifices religieux

#### Églises

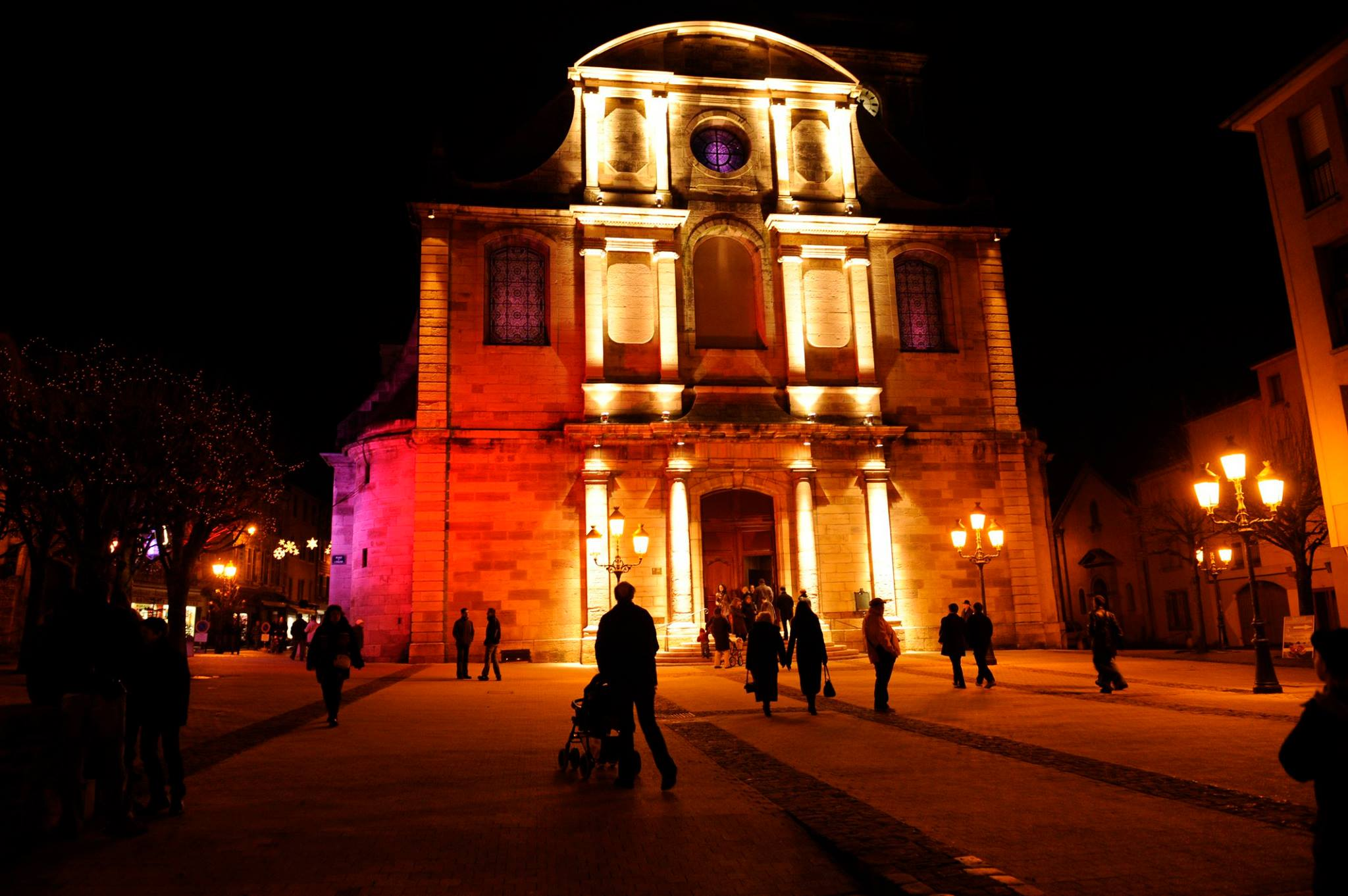
Église Saint-Georges

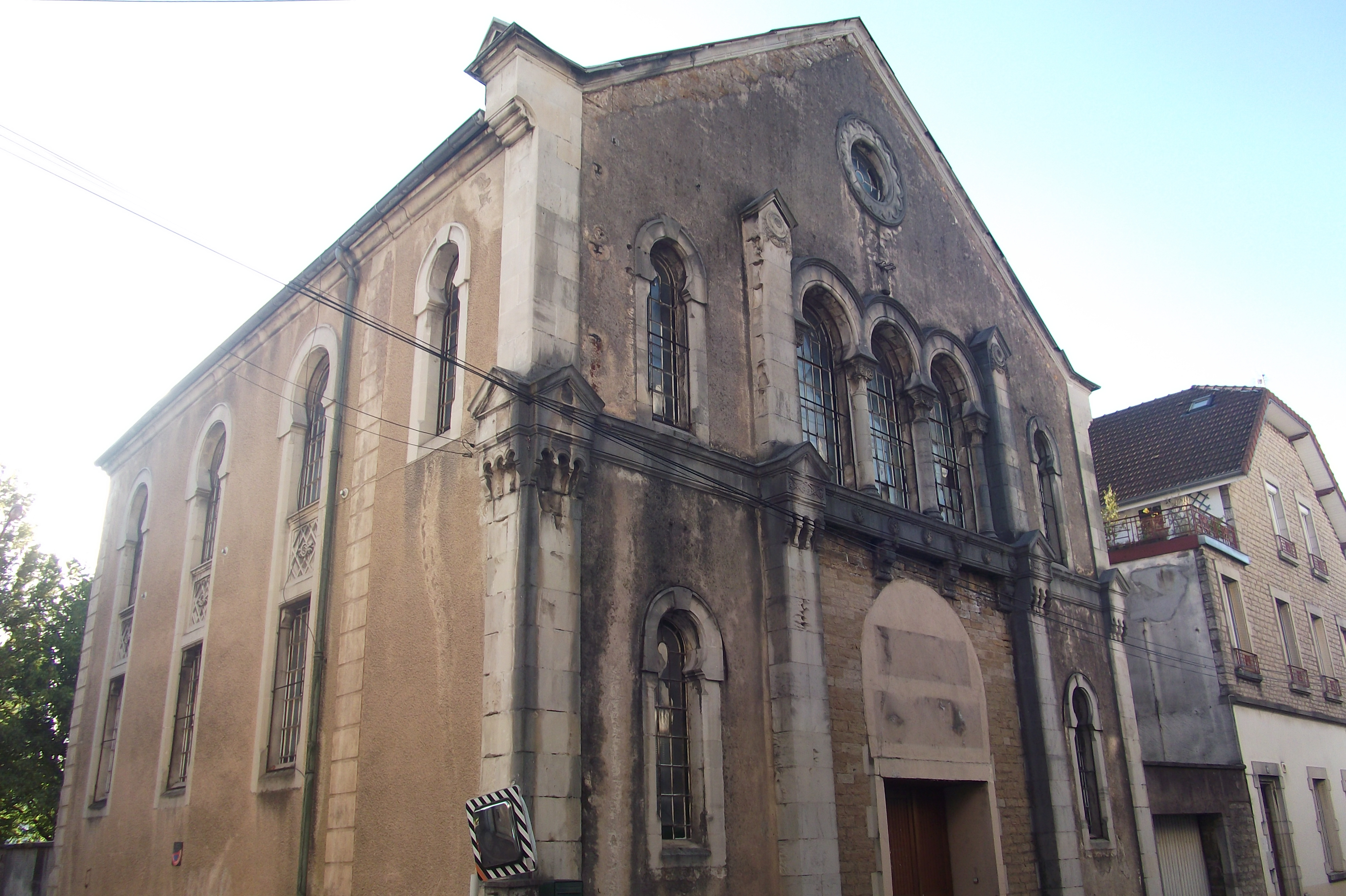
Synagogue de Vesoul

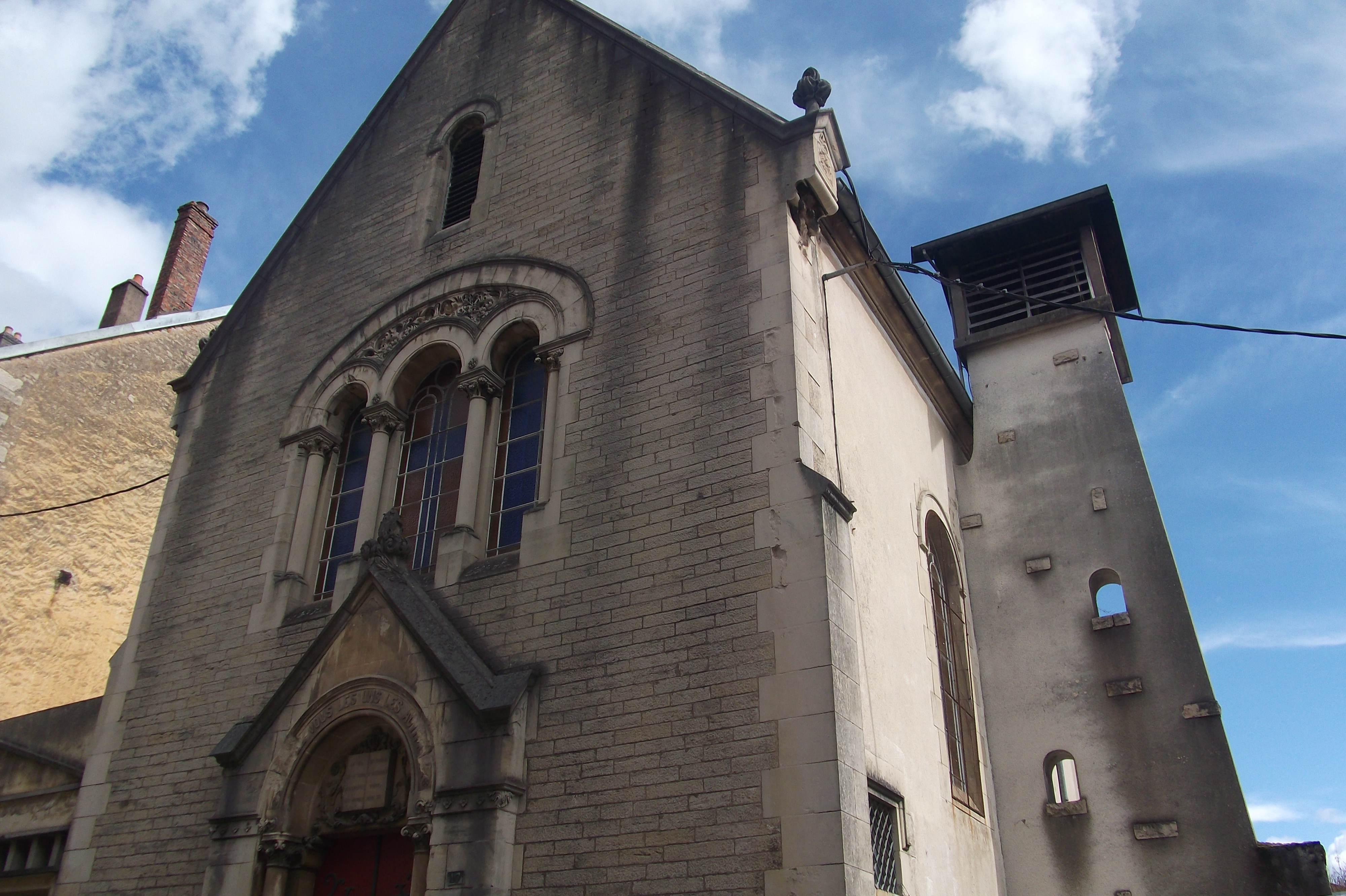
Temple protestant de Vesoul

- L'église Saint-Georges est l'église paroissiale de Vesoul. Construite de 1735 à 1746 par Mathieu Duchesne et P. Archange, elle est dotée d'une architecture de style classique. Elle est entourée de six chapelles sur les côtés et de deux chapelles entourant le chœur. L'église est inscrite et classée monuments historiques depuis 1993[2].
- L'église du Sacré-Cœur est située 17 rue Jules Ferry, dans le quartier du Boulevard. La construction de l'église du Sacré-Cœur débuta en 1914, mais fut reportée en raison des perturbations de la Première Guerre mondiale. Les travaux reprirent à la fin de la guerre et la construction de l'église est terminée en 1919.
- La synagogue de Vesoul est la synagogue qui fut le siège du Consistoire Juif de l'Est de la France. Elle fut construite en 1875, au numéro 11 bis rue du Moulin-des-Prés. Elle est de plan rectangulaire orienté, avec une abside, précédée d'un vestibule. Les deux bas-côtés sont surmontés de tribunes. Elle fait l’objet d’une inscription au titre des monuments historiques depuis le 5 décembre 1984[3].
- Le temple protestant de Vesoul est le principal édifice protestant de la ville. Il fut fondé par Louis Tournier, Henri Ducommun et Adam Perle, le 18 août 1841. Le temple est situé 17 rue Saint-Georges, dans le centre historique. En 1965, un clocher y est construit.

#### Chapelles
- Chapelle Notre-Dame-de-la-Motte, au sommet de La Motte
- Chapelle du collège de Marteroy, 41 rue Baron-Bouvier
- Chapelle de l’hôtel de ville, 58 rue Paul-Morel
- Chapelle de l'ancien hôpital, 60 rue Baron Bouvier

" Chapelle de l'ancien orphelinat Bourdault, 73 rue Baron Bouvier

#### Couvents
- Le couvent des Ursulines est un couvent de l'ordre de Sainte-Ursule situé rue des Ursulines. La communauté est établie en 1615, par Anne de Xainctonge, et loue donc le bâtiment. Une chapelle s'y édifie en 1632. Le couvent est fermé et vendu comme bien national à la Révolution française. De 1808 à 1835, il est utilisé comme prison. Par la suite, en 1834, une École normale ouvre dans le bâtiment Sud puis occupe tout l'ancien couvent. L'ancienne église de l'ensemble est utilisée comme théâtre municipal de 1827. Le couvent abrite désormais le musée Jean-Léon Gérôme. Le bâtiment fait l’objet d’une inscription au titre des monuments historiques depuis le 21 décembre 1992[4].
- Le couvent des Annonciades est un couvent de l'ordre de l'annonciade, communauté religieuse féminine à vocation contemplative soutenue par les jésuites. Situé rue des Annonciades dans le Vieux-Vesoul, ce couvent a la particularité d'être relié directement par un treige (passage public au travers d'un ilot) à la place de l'église Saint-Georges. Sa chapelle est construite en 1613 et le corps du bâtiment en 1616 (millésime gravé dans la pierre de taille). Avant d'être reconvertie en école, asile et ouvroir en 1879 (travaux achevés en 1882), le bâtiment était la résidence de Claude Joseph Hippolyte (1802-1876) dit Baron Bouvier, avant que ce dernier le lègue à la ville en 1856.Couvent des Annonciades de Vesoul

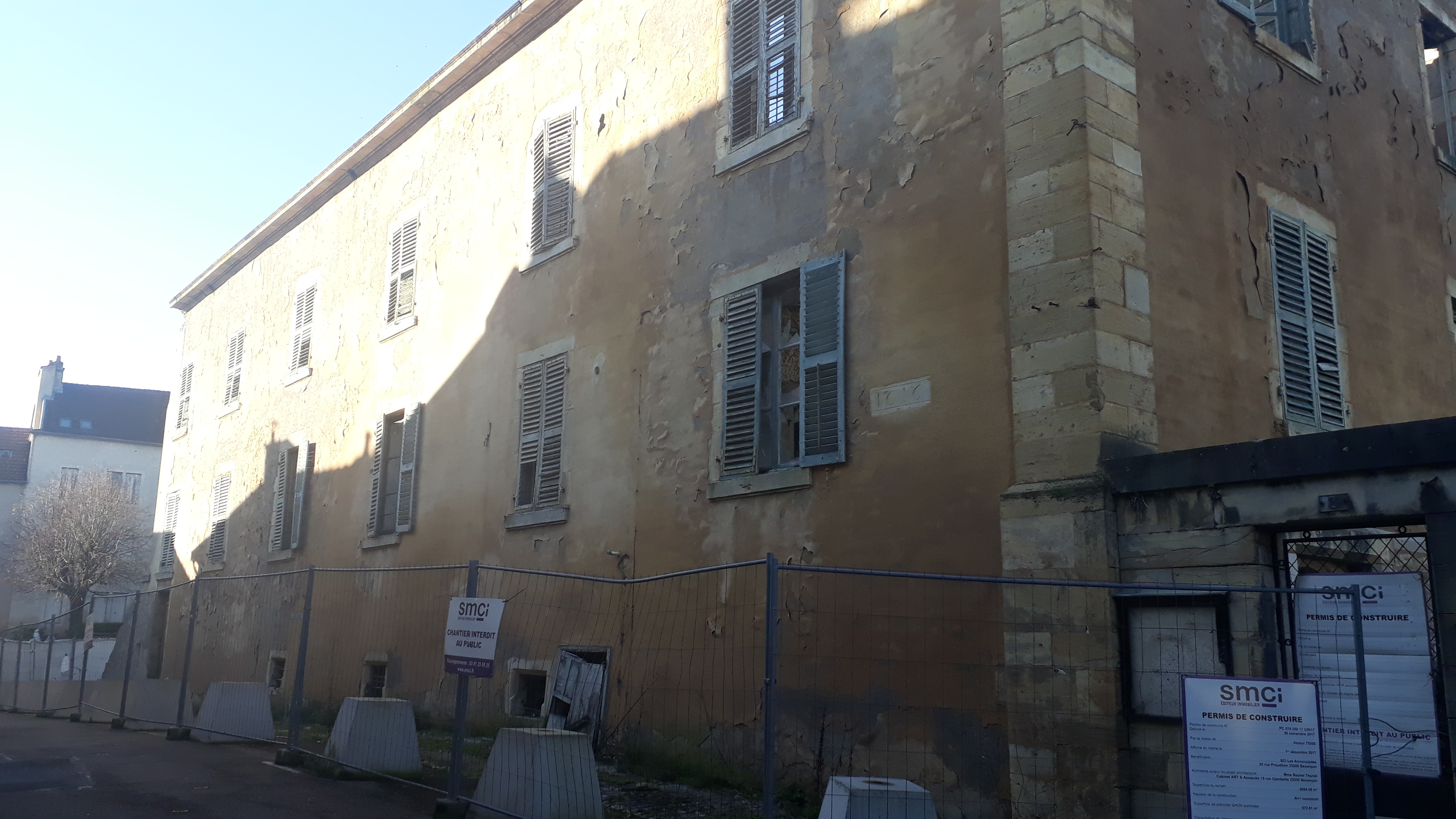
Couvent des Annonciades de Vesoul

### Édifices civils

#### Hôtels particuliers

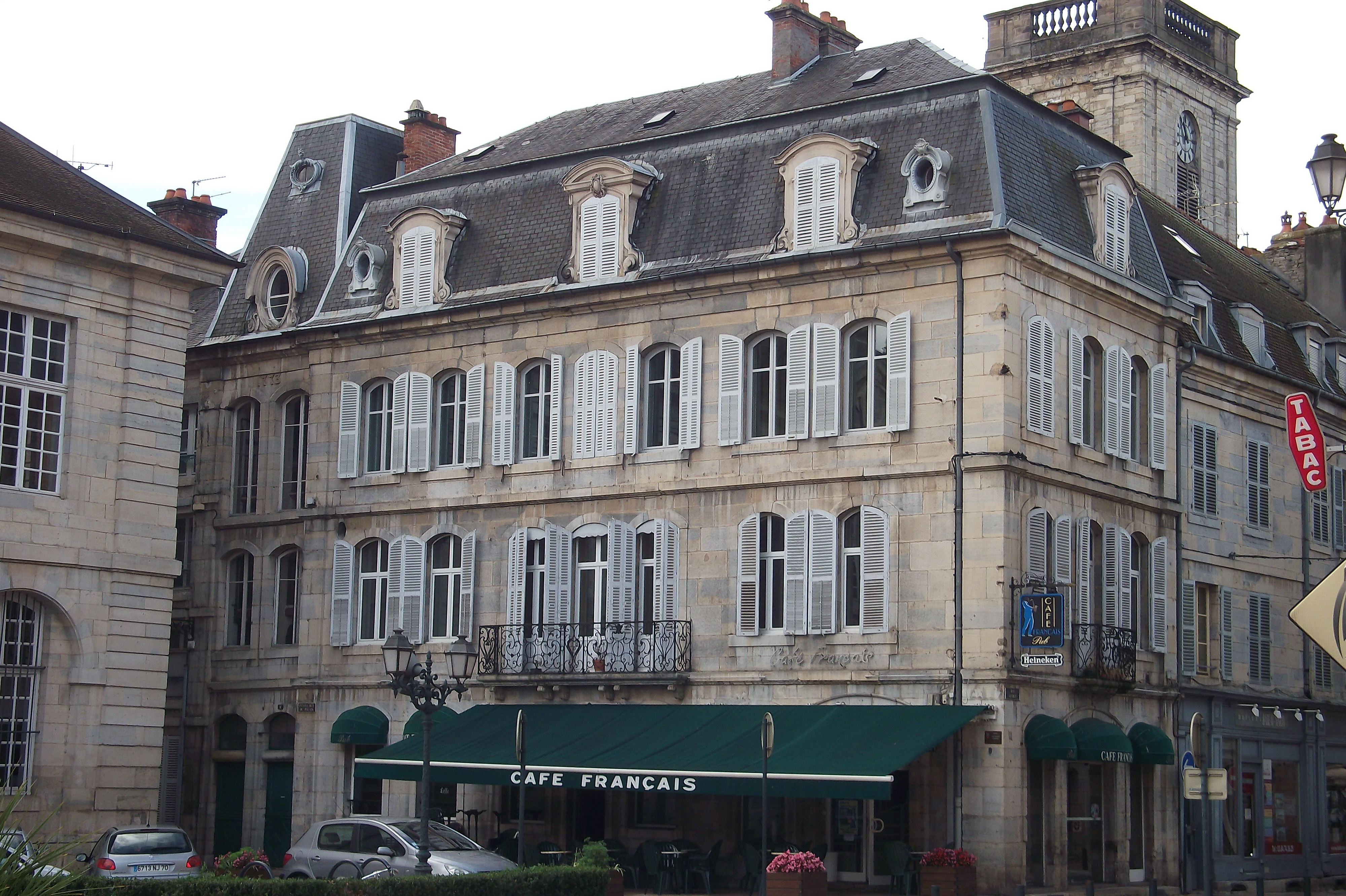
L'hôtel Pétremand

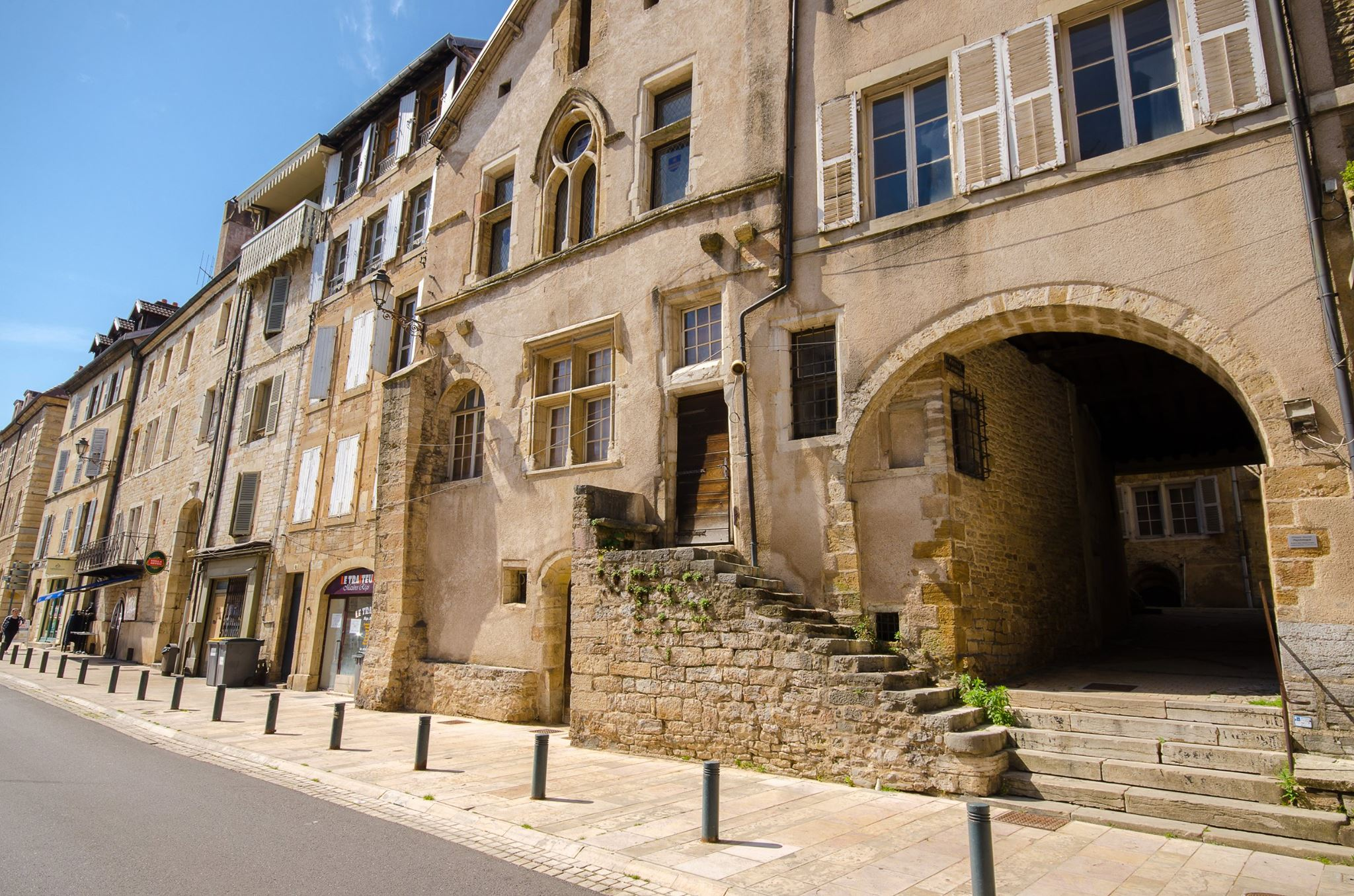
L'hôtel Baressols

L'hôtel Thomassin

L'hôtel Lyautey de Genevreuille

- L'hôtel Pétremand a été construit entre le début du XVIIIe siècle et la deuxième moitié du XVIIIe siècle. Il est situé 2 petite-rue du Palais, à côté du palais de justice de Vesoul. Il a été réalisé en pierres calcaires de couleur beige et bleue. Ses balcons et garde-corps en fer forgé des façades Nord et Est relèvent d'une inscription aux monuments historiques le 28 octobre 1991. Aujourd'hui, il abrite le Café Français[5].
- L'hôtel Baressols est localisé 2 et 4 place de l'église, comportant sa façade rue Gevrey. Il est construit aux XVe et XVIe siècles. Ses façades et ses toitures font l'objet d'une inscription aux titres des monuments historiques le 7 novembre 1979. Sa propriété est désormais privée[6].
- L'hôtel Lyautey de Genevreuille fut construit en 1760, au 12 rue Salengro. L'hôtel détient une structure en forme de "U". Dans la cour, un petit espace vert a été aménagé. Dans l'hôtel, on peut apercevoir des pièces comportant des décorations baroques du XVIIIe siècle et un escalier en pierre remarquable. L'hôtel en totalité fait partie des monuments historiques depuis le 5 février 2009. Il est désormais la propriété d'une personne privée comme fonction d'habitation[7].
- L'hôtel Simon Renard est connu comme étant l'un des plus anciens bâtiments du quartier ancien. Il fut la propriété de Simon Renard, conseiller de l'empereur Charles Quint et de Philippe II d'Espagne. Il fut également ambassadeur d'Espagne en France et en Angleterre. Situé au 14 rue des Boucheries, il fut construit en 1525. Avec d'importantes rénovations en 1784, l'hôtel est remarquablement envié par sa tour polygonale accompagnée de différents ornements. Sa structure se compose d'une tour avec des bâtiments sur les côtés. Il fait l'objet d'un titre aux monuments historiques depuis 2007[8].
- L'hôtel Thomassin fut élevé de 1480 à 1483 par le seigneur de Villeparois, Jacques Thomassin. Situé au 5 rue Salengro, c'est l'un des plus remarquables édifices de la ville. Le bâtiment est de forme rectangulaire. Sa façade, côté rue, est de style gothique espagnol. Comme dans de nombreux hôtels particuliers de la ville, une haute tour d'escalier est située dans la cour principale. Une porte cochère et une grande cour y sont créées au XVIIIe siècle. En 1808, des écuries viennent accompagner la cour. L'hôtel changea de nom au XIXe siècle pour prendre celui de son propriétaire, Joseph Boisselet. Le nouveau propriétaire y dépose des collections de documents sur le Moyen Âge qu'il eut du colonel de Fabert. Au début du XXe siècle, des rénovations de la façade y sont entreprises. L'hôtel Thomassin a obtenu une première inscription aux monuments historiques le 14 avril 1927, ainsi qu'une deuxième le 24 décembre 2008[9].
- L'hôtel de Mongenet est situé 2 rue Baron Bouvier. C'est un hôtel particulier qui fut construit en 1549. Le bâtiment, pour son élévation et sa toiture, fait l’objet d’une inscription au titre des monuments historiques depuis le 26 mars 1934. L'hôtel sert désormais d'habitation[10].
- L'hôtel de Magnoncourt fut bâti en 1530. L'hôtel est localisé 1 rue de Mailly et rue Vendémiaire, voie qui permet l'ascension à la Motte. Avec une forme rectangulaire, une cour et une tour d'escalier, l'hôtel s'organise comme certains autres hôtels de Vesoul. L'hôtel a à disposition un jardin situé au nord de l'édifice. Il fut inscrit aux monuments historiques le 30 janvier 1989[11].
- L'hôtel de Salives (1 rue Paul-Petitclerc)
- L'hôtel Duchesne d'Aigrevaux (9 place de l'Église)
- L'hôtel de Levrecey (18 rue Baron Bouvier), habité par Guillaume-Gérard Charles, seigneur de Levrecey[12].
- L'hotel Jean Roy de la Rousselière (20 rue Baron Bouvier, longtemps été la gendarmerie de Vesoul)[12]
- L'hôtel du sieur Juif (12 et 12 bis rue Baron Bouvier)[12]
- L'hôtel Lyautey de Colombe (2 et 4 place du Grand Puits)[12]
- L'hôtel de la Courvée (20 rue Salengro)[12]
- L'hôtel de la Manutention militaire (19 rue Baron Bouvier[12]
- L'hôtel Ruffier (43 rue Baron Bouvier)[12]
- L'hôtel Miroudot de Saint-Ferjeux (22 et 24 rue Baron Bouvier), autrefois appelé maison Jourdan[12]
- L'hôtel Labbey de Billy (rue Gevrey)[12]
- L'hôtel d'Hotelans (rue Leblond)[13]
- L'hôtel Fyard de Mercey (XV et XVIe siècles)
- L'hôtel de Beauséjour (XVIe siècle)
- L'hôtel Junot (34 rue Baron Bouvier)
- L'hôtel de Saint-Ferjeux (rue de l'Aigle noir)[14]

#### Maisons
- La maison Ébaudy de Rochetaillé est une maison située 4 et 6 rue Salengro, non loin du collège des Jésuites. L'édifice fut construit vers 1781. La maison appartient à la même famille depuis 1797. Elle connut une restauration XXe siècle. Le bâtiment est inscrit aux monuments historiques depuis le 6 septembre 1986[15].
- La maison Malitchenko est située à l'est de Vesoul, proche du Sabot de Frotey. L'architecte de cet édifice est André Maissonnier qui a également dessiné une autre villa de Vesoul, la villa Henri Kielwasser située rue du docteur Championnet. De par son architecture remarquable, la villa est labellisée « Patrimoine du XXe siècle »[16].
- La maison Barberousse
- La maison Cariage
- La maison Parat
- La maison Petitperrin
- La maison Baudry-Roussel, construite en 1910
- La maison Galzot (style Renaissance)
- La maison Paul, construite dans les années 1900
- La maison Buretel[17]
- Le pavillon en bois de la rue Beauchamp

#### Villas

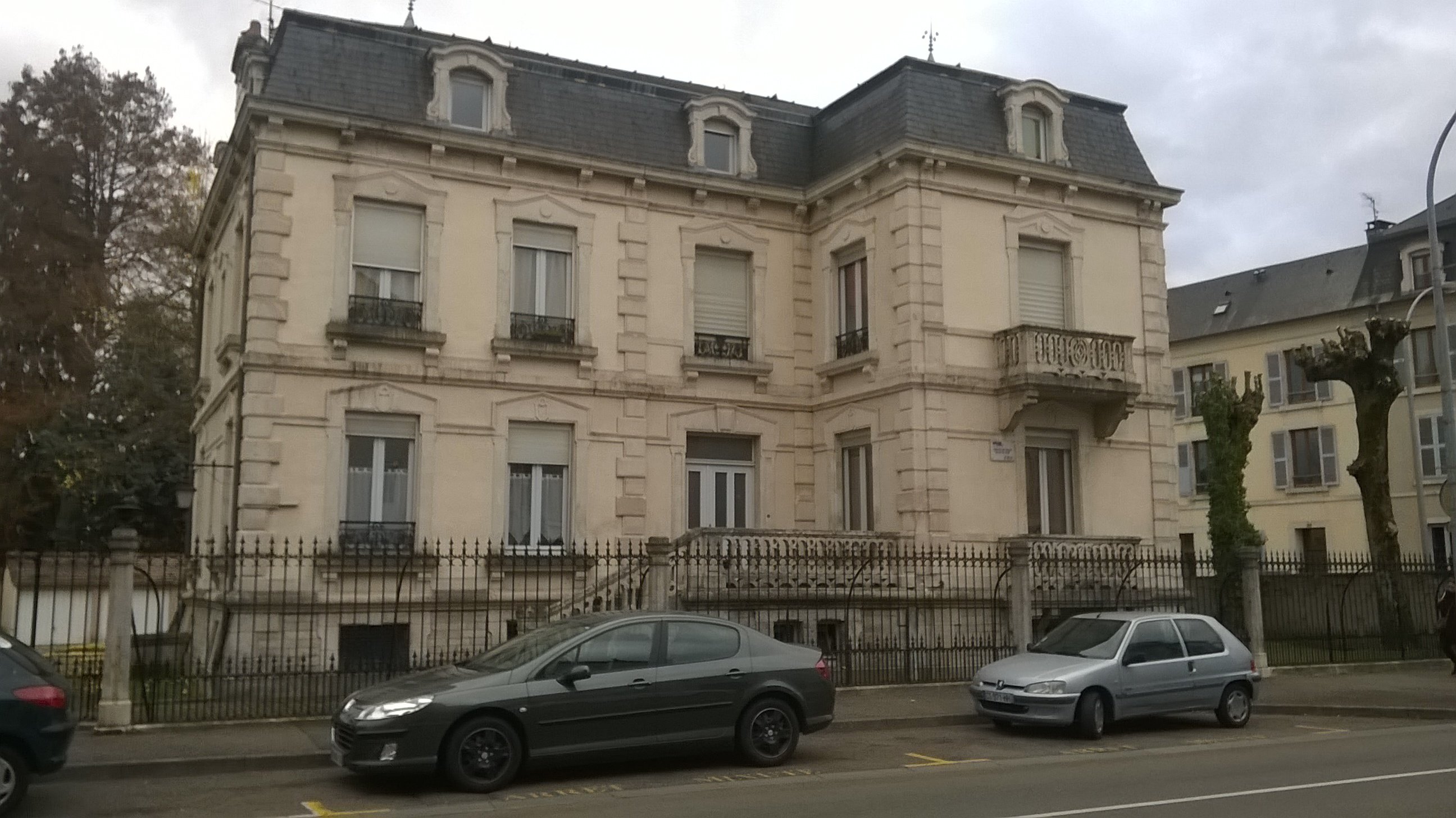
La villa Lyautey

- La villa Henri Kielwasser se trouve rue du docteur Championnet, à proximité des quais du Durgeon, au sud du centre historique. Elle fut réalisée en 1956 sur les plans de l'architecte André Maissonnier. Henri Kielwasser, qui à l'époque est directeur de l'hôtel du Nord, cherche une personne pour se faire construite une maison atypique. Par la suite, il rencontra André Maisonnier. Cet architecte côtoya Le Corbusier, entre 1950 et 1959. André Maisonnier a également supervisé la construction de la chapelle Notre-Dame-du-Haut de Ronchamp[18]
- La villa Saint-Martin[19]
- La villa Lyautey

### Entrepôts commerciaux et industriels

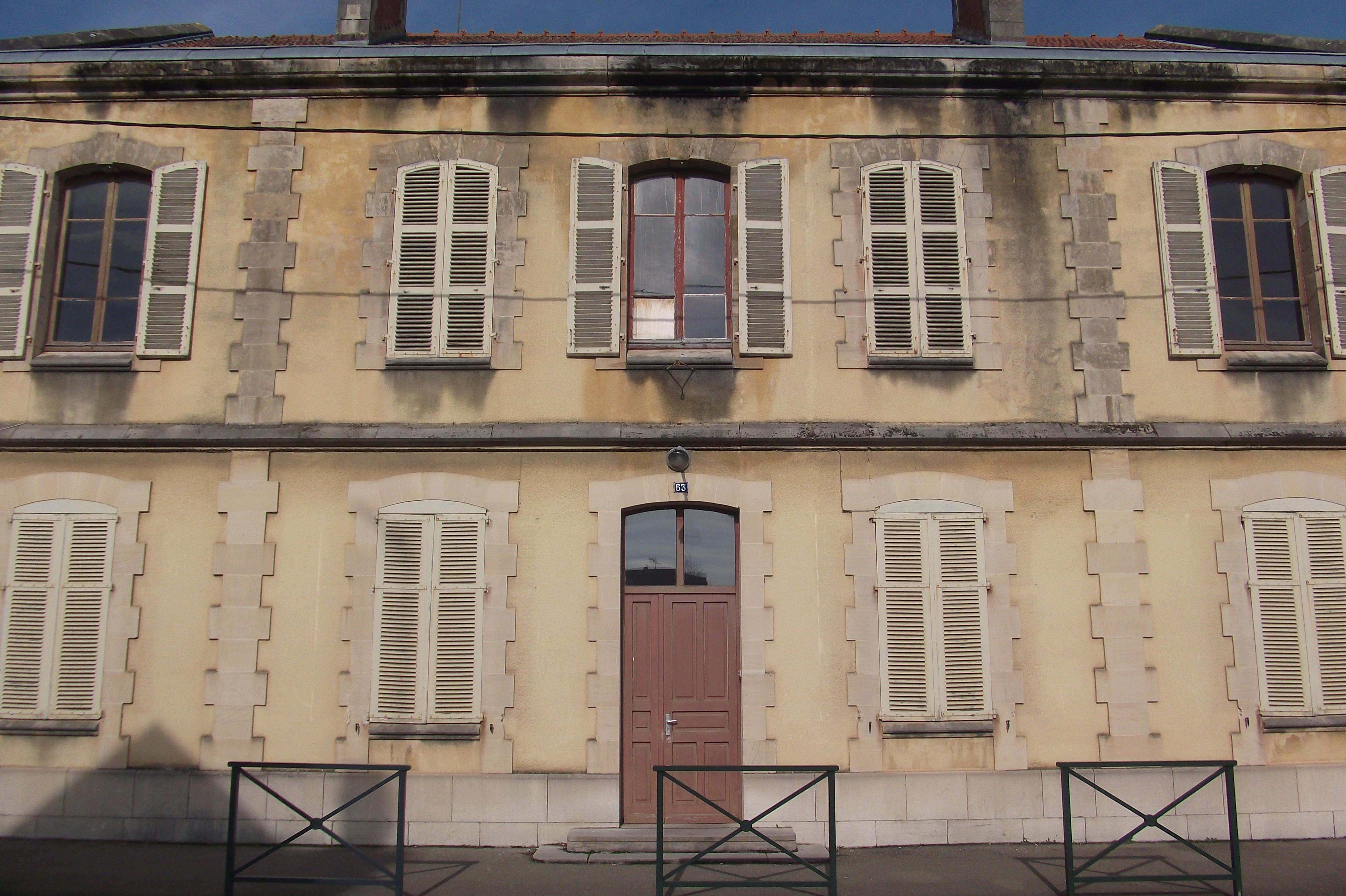
L'ancienne manufacture des tabacs de Vesoul

#### Usines
- Usine PSA de Vesoul (usine Dollé)
- Manufacture des tabacs de Vesoul
- Moulin Saint-Martin

#### Locaux commerciaux
- Imprimerie Bon
- Halles de Vesoul
- Hôtel de la Caisse d'épargne de Vesoul
- Hôtel de la Banque de France de Vesoul

### Bâtiments institutionnels

L'hôtel de ville de Vesoul

L'Hôtel de préfecture de la Haute-Saône

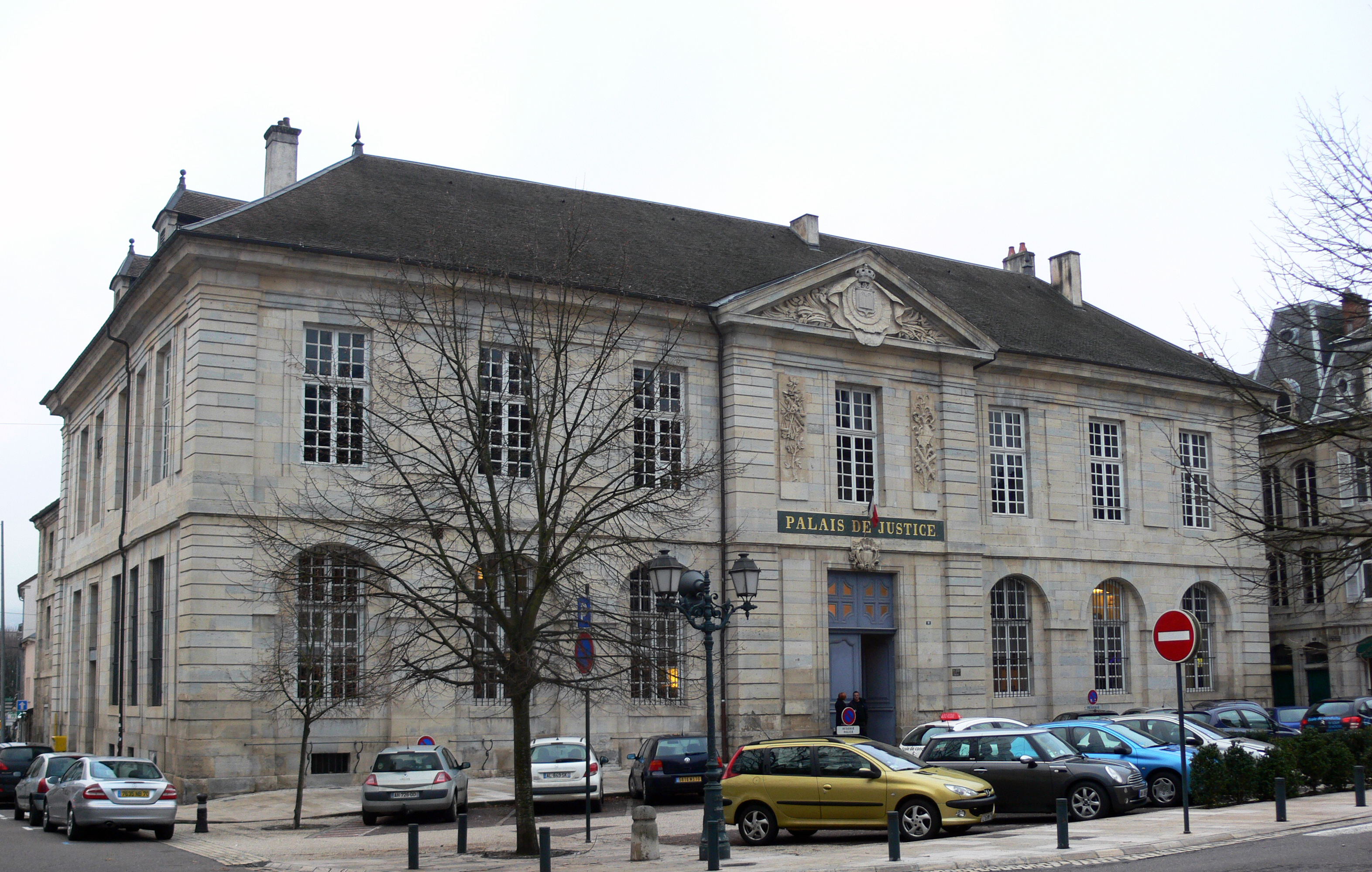
Le palais de justice de Vesoul

- L'Hôtel de ville se situe rue Paul-Morel, dans le centre-ville, au milieu des nombreux commerces et activités. Depuis son édification, il servit notamment d'hôpital, de commerce, de centre administratif… Sa façade Est côtoie la rue Paul-Morel tandis que sa façade sud borde le quai Yves-Barbier. L'hôtel détient une chapelle remarquable. Le hall contient une fresque peintre Albert Decaris depuis plus de 70 ans. Cette gigantesque peinture murale a subi des rénovations en 2009 par Helena Astafourova[20].
- L'hôtel de préfecture de la Haute-Saône est situé 1 rue de la Préfecture, devant le collège Gérôme, non loin de la maison d'arrêt de Vesoul. Le préfet est Arnaud Cochet. Le bâtiment possède plusieurs caméras de surveillance sur ses différents angles, qui assure la sécurité dans le quartier.
- Le palais de justice fut construit de 1765 à 1771 et se trouve 4 place du Palais. Il fut édifié par l'architecte Charles-François Longin sous la direction de Charles André de Lacoré, à l’emplacement de l’ancienne halle de marché. Le palais a connu de célèbres juges tels Claude-Christophe Gourdan et Claude-Antoine Bolot. Proche du palais, se situe l'hôtel Pétremand et une fontaine à obélisque située sur la place. Ces deux édifices marquent un ensemble architectural homogène. Il fait l'objet d'une inscription au titre des monuments historiques par arrêté du 7 décembre 1976[21].
- La maison d'arrêt de Vesoul, construit en 1857, est d'architecture hispano-mexicaine. La maison d'arrêt est située place Beauchamp, entre la rue Vendémiaire et la rue Beauchamp.
- Le collège Gérôme est un établissement scolaire ouvert en 1610 en tant que collège jésuite. Il est le plus ancien collège du département de la Haute-Saône. Ces murs relèvent d'une superbe architecture du XVIIe siècle. Autrefois un lycée, il est redevenu collège, situé 2 rue de la Préfecture.
- Le collège de Marteroy est un édifice inscrit aux monuments historiques en 1996.
- L'hôpital Paul-Morel est un vaste édifice situé à l'extérieur du centre-ville.

### Constructions ornementales

#### Fontaines

Fontaine "Rencontre" de la place de l'église

Fontaine à l'obélisque

- La fontaine « La Chapelle d'Eau » est située rue des Bains, dans le quartier des bains. Cette fontaine originale a été réalisée par Bernard Jobin en 1978, dans ses ateliers d'Arc-et-Senans. Elle a été construite en laiton. Il y a des jets d'eau sur 3 niveaux de bassins. La Chapelle d'eau mesure 6 mètres de hauteur et 8 mètres de longueur[22].
- La fontaine « à obélisque » est située sur la place du palais de justice de Vesoul. Elle a été créée en 2003, lors de la rénovation du palais de justice de Vesoul. Une fontaine était également, autrefois posée sur la place du palais. Elle datait certainement d'avant le XVIIIe siècle. Cette ancienne fontaine était alimentée par des eaux de la ville limitrophe de Navenne. Sur le monument actuel s'y trouve un bassin rond nourri par des jets en hauteur, surmonté au centre d'un obélisque couronné d'une pomme de pin. Elle est de style néo-classique[23].
- La fontaine « Rencontre », de la place de l'église est située sur la place de l'église Saint-Georges. Elle a été réalisée par l'artiste belge, Aline Bienfait, en 1983. Le socle est couvert de pavés. Il a été construit par les services municipaux de la ville, par Aline Bienfait. Il y a trois statues de femmes en bronze sur la fontaine. Ces statues ont été fabriquées en Espagne. Elles symbolisent les trois Grâces : la Beauté, la Fertilité et les Arts. La fontaine a été appelée "Rencontre" en souvenir de l'ancien marché qui se tenait chaque semaine sur la place, dénommée d'ailleurs « place du marché »[24].
- La fontaine du collège Gérôme a été construite sur les murs de l'édifice. Elle fut réalisée en 1824, pour répondre aux besoins du quartier qui commença à se former au-delà de l'hôtel de préfecture de la Haute-Saône[25].

#### Statues

Statue du docteur Jean-Claude Gevrey

- La statue du docteur Gevrey se situe rue Paul-Morel, sur les murs de l'hôtel de ville de Vesoul. Elle a été sculptée en bronze par Pierre Gautier et dessinée par l'architecte Charles Cariage. Son buste est sculpté par M. Gautier, cependant le fronton et la colonne sont réalisés par M. Gautier. L'histoire dit qu'en 1888, la commission administrative des hospices voulait ériger une statue du buste du docteur Gevrey. Le conseil municipal autorisa la pose de la statue dans la rue Paul-Morel, devant l'ancien hôpital qui deviendra l'hôtel de ville après la 1re guerre mondiale. Elle a été inaugurée le 27 septembre 1890. Sur le piédestal est inscrit : « Au docteur Gevrey, ses concitoyens. »[26] Le docteur Gevrey est un célèbre médecin de la ville. Au XIXe siècle, il sauva la ville d'une épidémie de choléra ; à la suite de cette action, il fut nommé chevalier de la Légion d'honneur. Le docteur naquit en 1807 et est décédé en 1888. Une rue porte également son nom dans le centre historique de la ville[27].

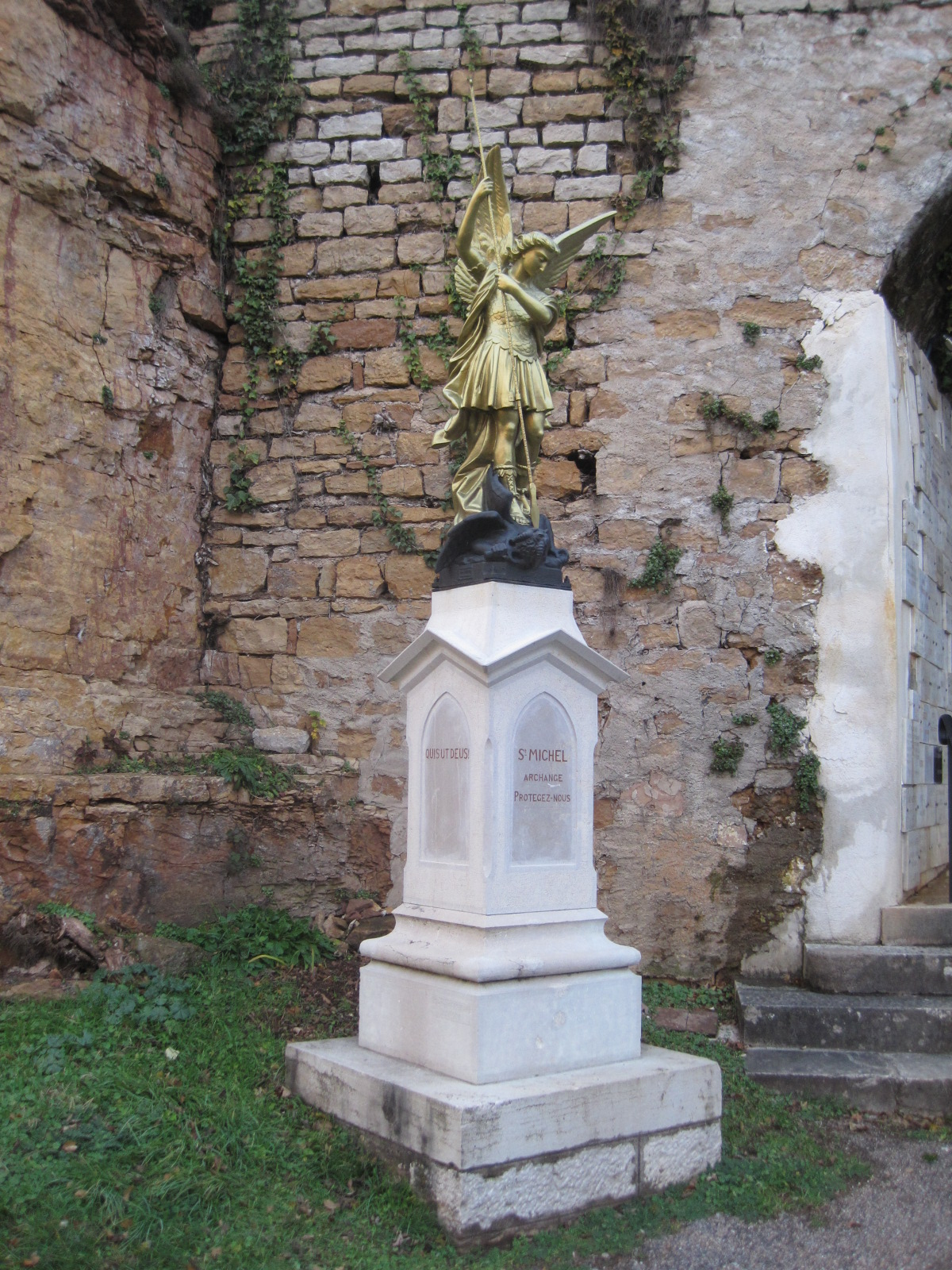
La statue de saint Michel

- La statue de saint Michel fut construite en 1916, proche de la chapelle Notre-Dame-de-la-Motte au sommet de la colline de la Motte. Lors de la Première Guerre mondiale, Louis Saunier, curé de Vesoul, demande l’autorisation au préfet de la Haute-Saône de construire une statue de l'archange saint Michel. Cette demande fut établie le 28 juin 1916, dans l'espoir de protéger la ville et ses habitants du désastre de la guerre 14-18. Optimisée, l'administration et la politique vésulienne donne l'accord de la construction de la statue représentant saint Michel. L'autorisation fut donnée le 25 août 1916, par le Conseil municipal de Vesoul, et le 6 septembre 1916, par le préfet. Deux inscriptions sont gravées sur le piédestal en pierre: « Saint-Michel archange [chef des milices célestes], protégez-nous » et « 29 septembre 1916. » Depuis sa pose, la statue a subi des détériorations à cause du temps, elle fut donc rénovée au début de l'année 2011. Le socle abîmé de la statue a été complètement reconstruit. Un nouveau socle fut reconstruit par un tailleur de pierre. Les services de la ville de Vesoul ont nettoyé et repeint la statue. Des ornements de la statue ont disparu, comme la lance de l'archange. Dérobée depuis quelques années, la lance de saint Michel a été refondue et solidement posée sur la statue. Avec le chemin de croix, la chapelle Notre-Dame-de-la-Motte et les autres objets historiques qu'abrite la Motte, la statue de saint Michel fait partie du pèlerinage de la Motte et globalement de l'histoire religieuse de Vesoul[28].
- La statue « Avocat allant plaider » est une statue sculptée par Pascal Coupot située devant le palais de justice de Vesoul. La statue a été sculptée en bronze en 2003 et posée en 2006, sur la place du palais de justice. Pascal Coupot avoue s'être inspiré de Molière et de son « regard amusé et acerbe sur les notables de l'époque ». Malgré les apparences de la réalisation du monument, la statue est bel et bien un avocat et non un juge, comme certains le prétendent.

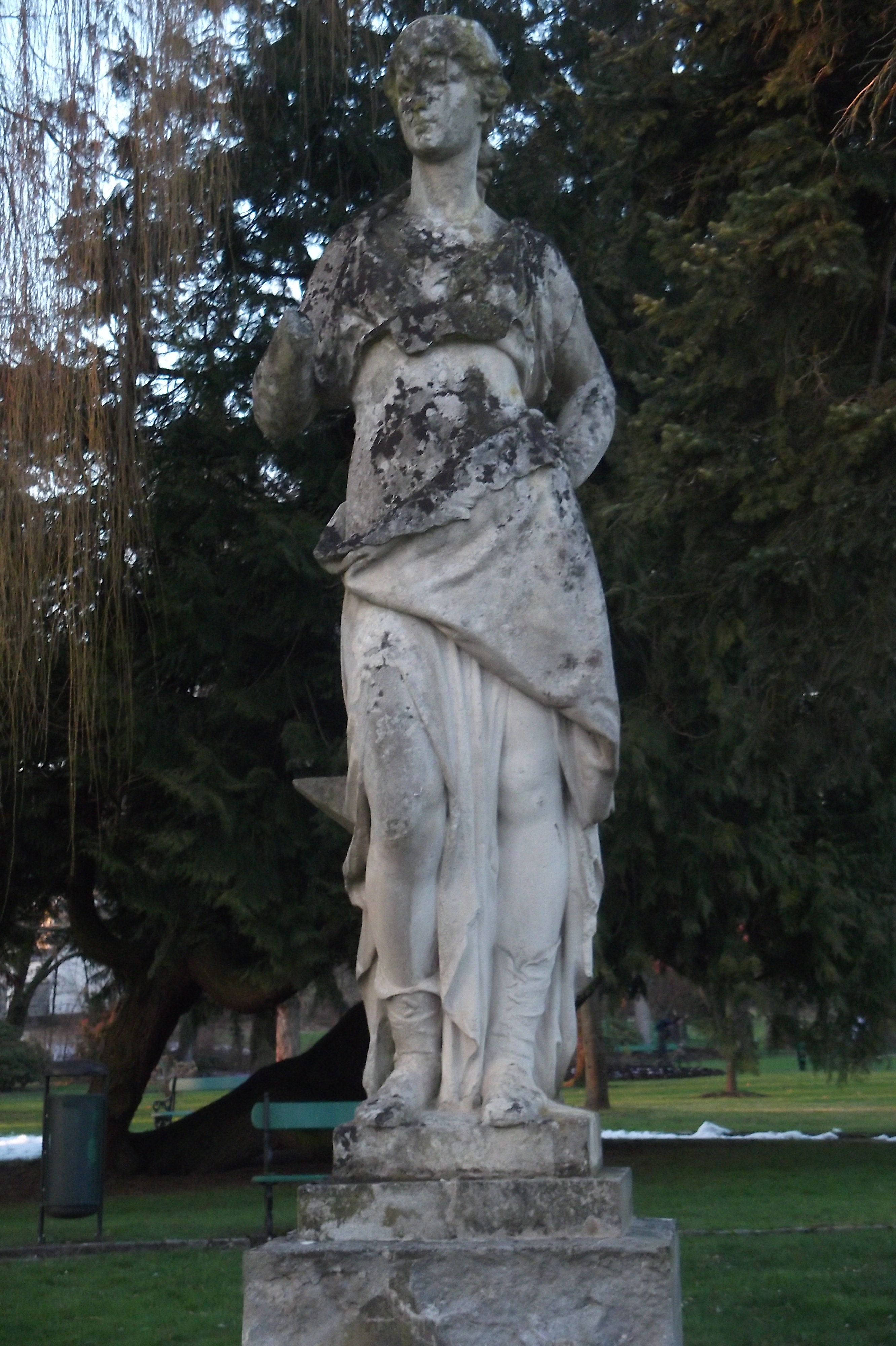
Statue de Jeanne d'Arc.jpg

- La statue de Jeanne d'Arc est une sculpture se trouvant dans le jardin anglais. Elle a été sculptée par Henri Vauréal et devait être posée au palais du Trocadéro à Paris, construit pour être dévoilé lors de l'Exposition universelle de 1878, cependant la statue ne fut pas exposée à l'évènement. Finalement, la statue fut donnée par l'État à la ville de Vesoul. Par la suite, cette statue représentant Jeanne d'Arc fut nommé La Ferronnerie[29].
- La statue « Élan du cheval » est une statue moderne située dans le quartier des Rêpes, inaugurée le 8 novembre 2008, par Alain Joyandet. Elle fut construite par le sculpteur franc-comtois, Bernard Jobin. La statue possède une hauteur de 1,75 mètre et repose sur un socle de 1,10 mètre, pour un total de 2,85 mètres de statue. La statue du cheval est située dans l'avenue des Rêpes. La raison de l'élévation d'une statue d'un cheval dans le quartier des Rêpes est parce que le quartier était autrefois le lieu de nombreuses courses de chevaux disputées sur plusieurs champs de courses et hippodromes[30].
- La statue de la Vierge Marie est la statue qui orne la célèbre chapelle Notre-Dame-de-la-Motte qui est située au sommet de la colline de la Motte. Elle est faite en bronze et est peinte de couleur blanche. La statue fait 3,50 mètres de hauteur et pèse 1 530 kilogrammes. La statue de Marie fut bâtie dans les fonderies de monsieur Barbezat et Compagnie, au Val d'Osne. Elle a été achetée uniquement par un généreux bourgeois de Vesoul au prix de 2 300 francs, qui la donna à la ville pour l'implantation du monument. Les mains de la statue de la Vierge sont tendues vers le quartier ancien de Vesoul. Elle a la tête couronnée de fleurs et le corps vêtu d'une robe et d'un manteau en or. Deux lampes accompagnées de parfums se trouvent à ses côtés[31].
- La statue de Paul Morel est un sculpture représentant Paul Morel (député-maire de Vesoul de 1908 à 1933). Elle repose sur un imposant monument en marbre, dans le jardin anglais. La statue de l'ancien maire de Vesoul fut sculptée par Henri Bouchard, sur les plans de l'architecte Maurice Boutterin. Elle est construite en bronze et posée le 31 mars 1935. Lors de l'inauguration ce jour de l'année 1935, de nombreuses personnalités politiques ont assisté à l'inauguration de la statue. Plusieurs personnes connues nationalement étaient présentes telles Paul Marchandeau, ministre du Commerce et président de l’Association nationale des maires de France, Jules Jeanneney, président du Sénat ainsi que des personnalités politiques régionales comme André Liautey, député de la Haute-Saône, et René Veil, maire de Vesoul. En 1942, un moulage a été réalisé pour anticiper la probable chute de la statue sous le régime de Vichy. Sur le socle est gravée l'inscription : « A / PAUL MOREL / MAIRE DE VESOUL / 1869 -1933 »[32].
- La statue de Jean-Léon Gérôme fut édifiée en 1913, en hommage à Jean-Léon Gérôme, probablement la personnalité artistique la plus célèbre et la plus enviée de Vesoul. La statue du peintre natif de Vesoul se situe dans l'hôtel de ville. La statue fut coulée en bronze, dans les fonderies de Ferdinand Barbedienne. Elle fut conçue par l'architecte Raoul Verlet et sculptée par Jean-Baptiste Carpeaux. La statue se comporte du buste de Jean-Léon Gérôme et du corps de Tanagra qui fut d'ailleurs sculpté par Jean-Léon Gérôme. En 1904, l'importance du maître-peintre Jean-Léon Gérôme était telle que de multiples sociétés franc-comtoises demandèrent à la ville de Vesoul d'édifier un monument en hommage et en l'honneur du peintre. La statue fut inaugurée le 20 juillet 1913, avec pour assistance, notamment des membres de la famille du Jean-Léon Gérôme. En 1954, le monument est démantelé et dispersé dans Vesoul. La statue représentant le peintre est posée devant le collège Gérôme et celle de Tanagra placée quai Yves-Barbier. En 1981, Tanagra est de nouveau changée de lieu et est placée dans la cour du musée Georges-Garret. En décembre 2001, la statue de Tanagra est rénovée pour être montrée dans les salles Gérôme du musée[33].

#### Kiosques

Le kiosque de la place des Allées

- Le kiosque des Allées est un kiosque à musique construit au début du XXe siècle. C'est un kiosque à musique de forme octogonale qui a été construit en 1912. La fonte de ce monument provient des Fonderies Ed. Prénat à Givors. Sur le kiosque figure l'inscription "Serrurerie artistique - P. Reuchet – Vesoul, Ed. Prénat (Givors 69)". Le kiosque possède dix marches, surplombé d'une hauteur d'un peu plus d'un mètre[34].

#### Monuments commémoratifs

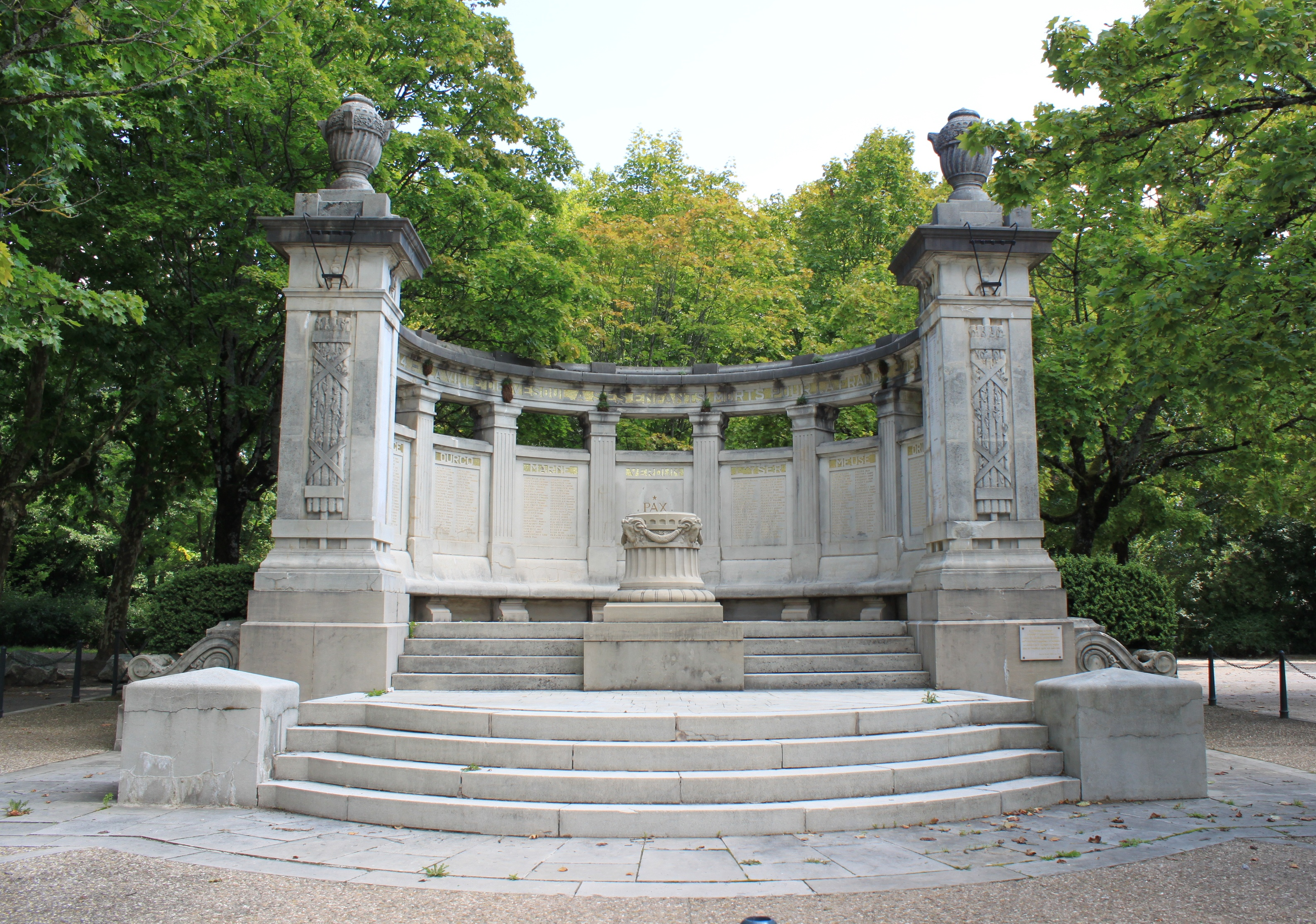
Monument aux morts de 14-18

- La colonne commémorative des Mobiles de la Haute-Saône est située sur la place de la République. La structure a été érigée en hommage aux haut-saônois mobilisés et morts lors du siège de Belfort pendant la guerre franco-allemande de 1870[35],[36]. Il est l'un des monuments aux morts de la guerre de 1870 en France. Le monument a été inauguré le 5 novembre 1874, en présence du maire de Vesoul Marie-Félix Albert Grillet, du préfet de Haute-Saône Michel Antoine Bertin Burin, du chef des Mobiles de Haute-Saône le lieutenant-colonel Fournier et de mille cinq-cents autres invités, en plus de la foule locale[37],[38]. Conçue par l'architecte Charles Dodelier, la colonne des Mobiles de la Haute-Saône est en forme d'obélisque quadrangulaire, reposant sur un piédestal. Les quatre faces présentent des plaques en marbres avec des inscriptions commémoratives gravées. De plus, les quatre frontons affichent les armes des villes de Vesoul, Lure, Gray et Saint-Loup-sur-Semouse, villes qui ont fournis les soldats poour la défense de Belfort[39].
- Le monument aux morts des Allées se trouve sur la place des Allées-du-8-Mai-et-11-Novembre-et-des-Combattants, non loin du kiosque à musique. Il se trouve à environ une dizaine de mètres de la passerelle Meillier. Le monument a été érigé par la ville de Vesoul en hommage aux morts pour la France lors de la guerre. Il est en forme de demi-cercle sur lequel se trouve une courte colonne ornée de têtes de béliers. Il y est inscrit les zones de batailles et la liste des victimes. Le monument aux morts porte l'inscription « La République française témoigne sa reconnaissance envers les rapatriés, anciens membres des formations supplétives et assimilés ou victimes de la captivité pour les sacrifices qu'ils ont consentis. »
- Le monument « Plus jamais ça » est un monument aux morts situé juste entre l'hôtel de ville et le quai Yves-Barbier longeant la rivière du Durgeon. Il est créé en 1995 par Sonia Brissoni, une artiste de Lure. Il rend hommage aux morts de la Seconde Guerre mondiale. Il commémore également, en 1995, les 50 ans de la libération des camps de concentration. Sa structure est composée d'un bloc de rocher contre lequel s'élèvent des grands personnages, à corps maigre, les mains tendues en avant. Sur le monument figure l'inscription « La Haute-Saône à celles et ceux qui ont souffert et sont morts dans les camps de concentration 1940-1945"[40].

### Cimetières

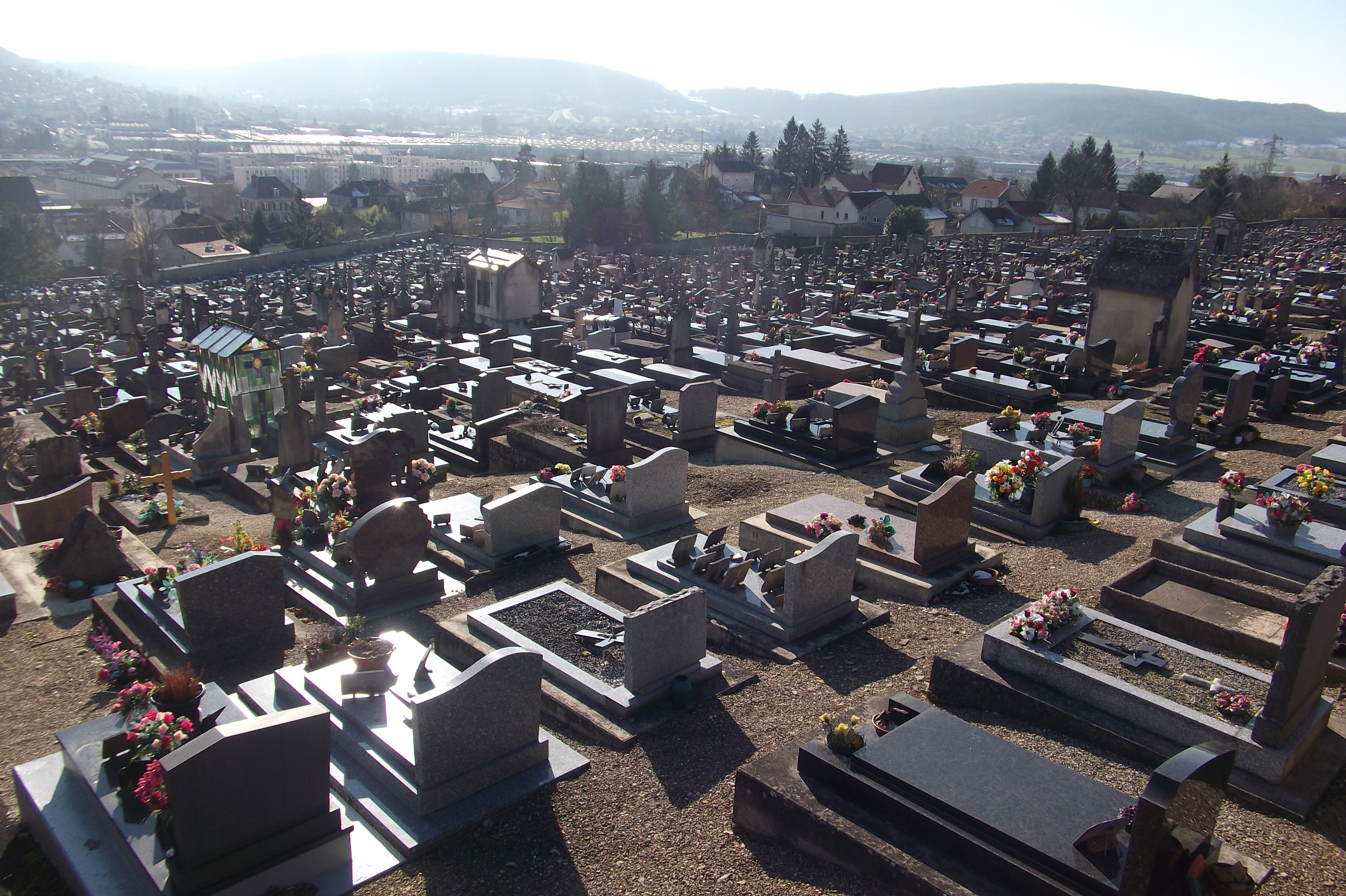
Ancien cimetière de Vesoul

- L'ancien cimetière de Vesoul est cimetière le plus historique de la ville, construit dès 1783 et situé rue du Souvenir Français. Aménagé au-delà de la porte Saint-Martin, dans les vignes au canton « du Danvion », l'ancien cimetière abrite les tombes de nombreuses personnalités locales tels que celles de Jen-Baptiste Flavigny, Georges Genoux, Gevrey ainsi que 11 maires et de nombreuses autres personnalités. Avant la création de ce cimetière, le cimetière de la ville était situé entre la rue Saint-Georges et la rue de la Halle puis a été transféré rue du Breuil.
- Le nouveau cimetière de Vesoul est un cimetière situé rue Miroudot Saint Ferjeux. Il a été décidé par le conseil municipal en date du 5 janvier 1941 un projet d’aménagement d’un nouveau cimetière rue Barboilloz. Les travaux commencèrent le 1er juin 1942 sur une surface de 2 hectares 17 ares et 78 centiares pour environ 2 027 concessions. L’ouverture du nouveau cimetière est fixée le 5 juin 1944. Le cimetière est inauguré le 2 octobre 1994. À la suite de la demande plus importante des dépôts d’urnes en concession, en 2007 il a été décidé l’aménagement d’un espace paysagé cinéraire cavurne dans le bas du cimetière, le "Jardin des Souvenirs".
- Le cimetière juif de Vesoul est un cimetière confessionnel privé situé dans l'Est de la ville, à un kilomètre du centre historique. Il abrite environ 350 sépultures, sur une superficie d'environ 18,5 ares[41],[42]. Acquis dès 1832 par la communauté israélite locale, le cimetière a par la suite été agrandi en 1845, puis en 1886[43]. Par la suite, la communauté juive de Vesoul perdit de l'ampleur et demanda à la mairie de se charger de l'entretien du cimetière, en échange de rétribution financière. Au XXe siècle, le cimetière est fermé au public, bien que des inhumations ont encore occasionnellement lieu.

## Patrimoine naturel

### Collines et plateaux

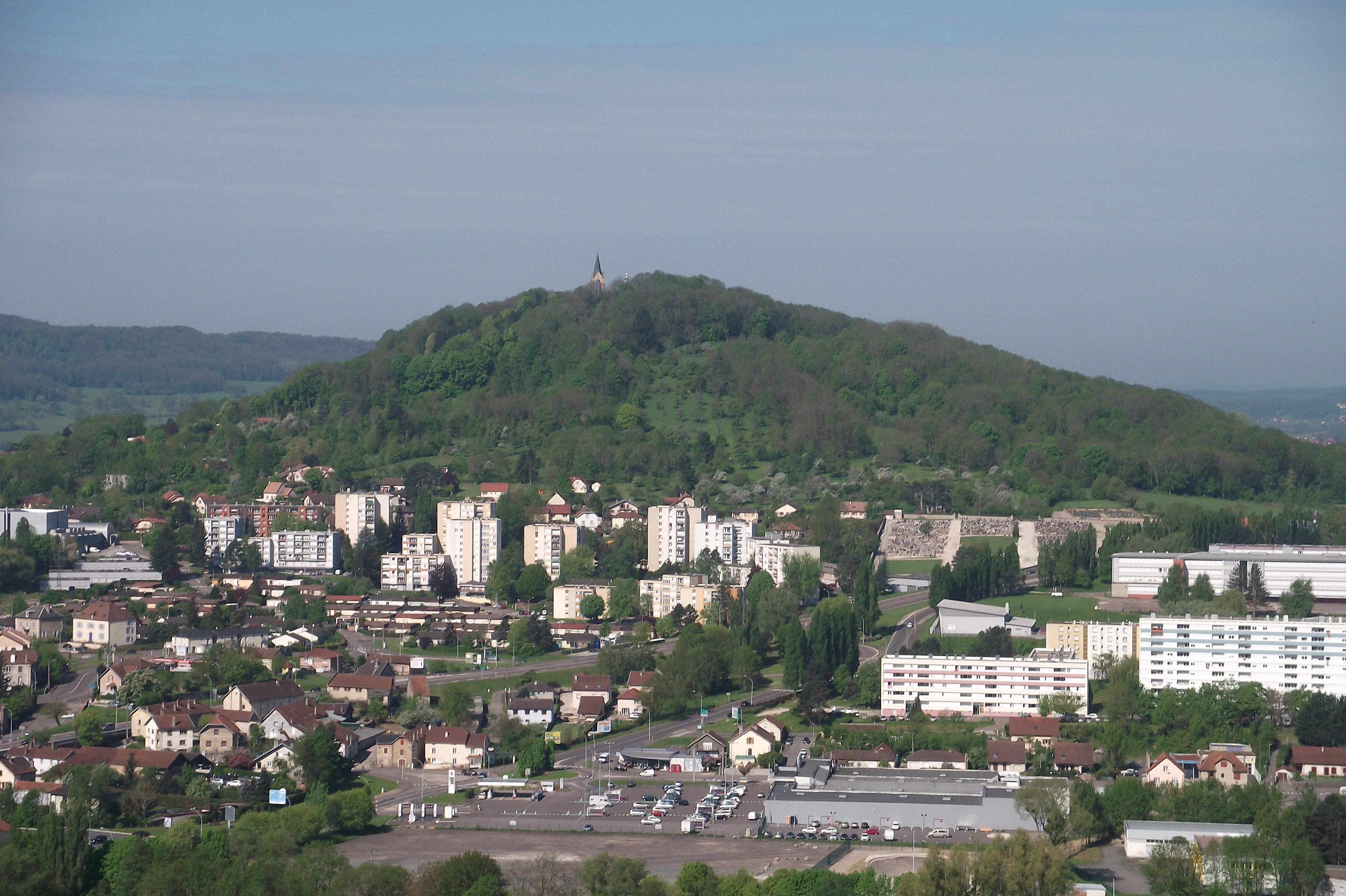
La colline de la Motte

La Motte est une colline de calcaire qui surplombe le centre de Vesoul et la vallée du Durgeon, à 378 mètres d'altitude. Avec une ascension de plus d'un kilomètre, on y trouve au sommet une vue sur la plaine de Vesoul, les Vosges, le Jura et même les Alpes, par temps clair. La chapelle de Notre-Dame-de-la-Motte y est implantée au sommet depuis 1857.

### Parcs et jardins

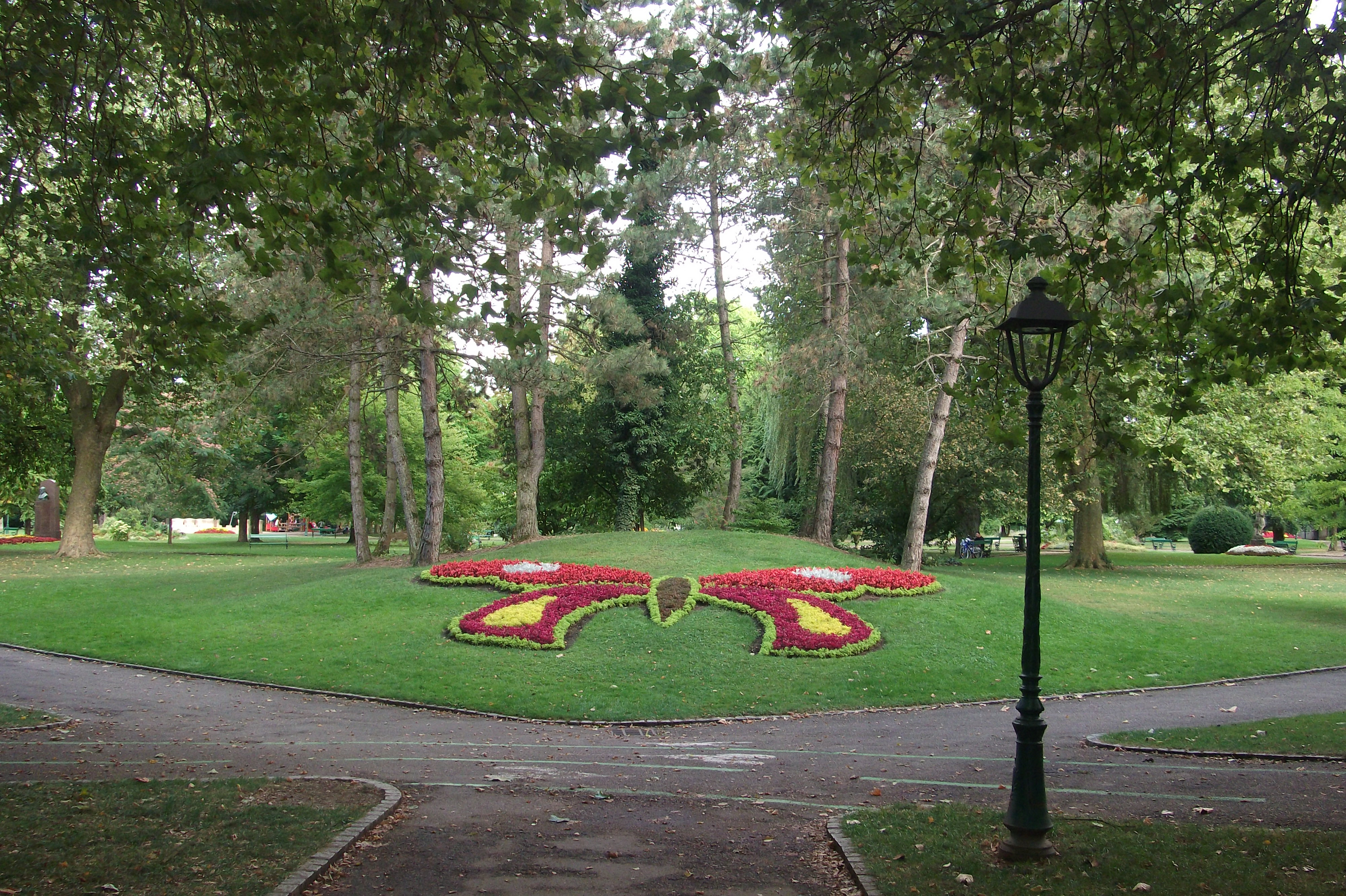
Le Jardin anglais

Le Jardin anglais est un parc dessiné « à l'anglaise. » C'était un site aménagé en "nouvelles promenades" datant de 1792, le Jardin anglais de Vesoul fut créé en 1863 par l'architecte paysagiste Brice Michel dans le cadre d'expositions régionales d'horticulture. C'est ici que se trouve la passerelle Meillier, construite en 1891 dans le style Art déco. Cette passerelle de quatorze mètres de long et deux mètres de large franchissant le Durgeon fait partie du patrimoine vésulien.
La voie verte du Chemin vert est un aménagement cyclable de 21 kilomètres, reliant Vesoul à Fontenois-lès-Montbozon. Cet itinéraire emprunte l'ancienne ligne de chemin de fer Vesoul-Besançon.
La coulée verte est une promenade le long du Durgeon pour mode de locomotion doux, démarrant devant la piscine des Canetons et qui relie le centre-ville au quartier est de Vesoul.

### Lac et cours d'eau
Vesoul est traversée par quatre cours d'eau : les rivières Durgeon et Colombine et les ruisseaux de la Vaugine et de la Méline.

## Patrimoine culturel

### Établissements de collections

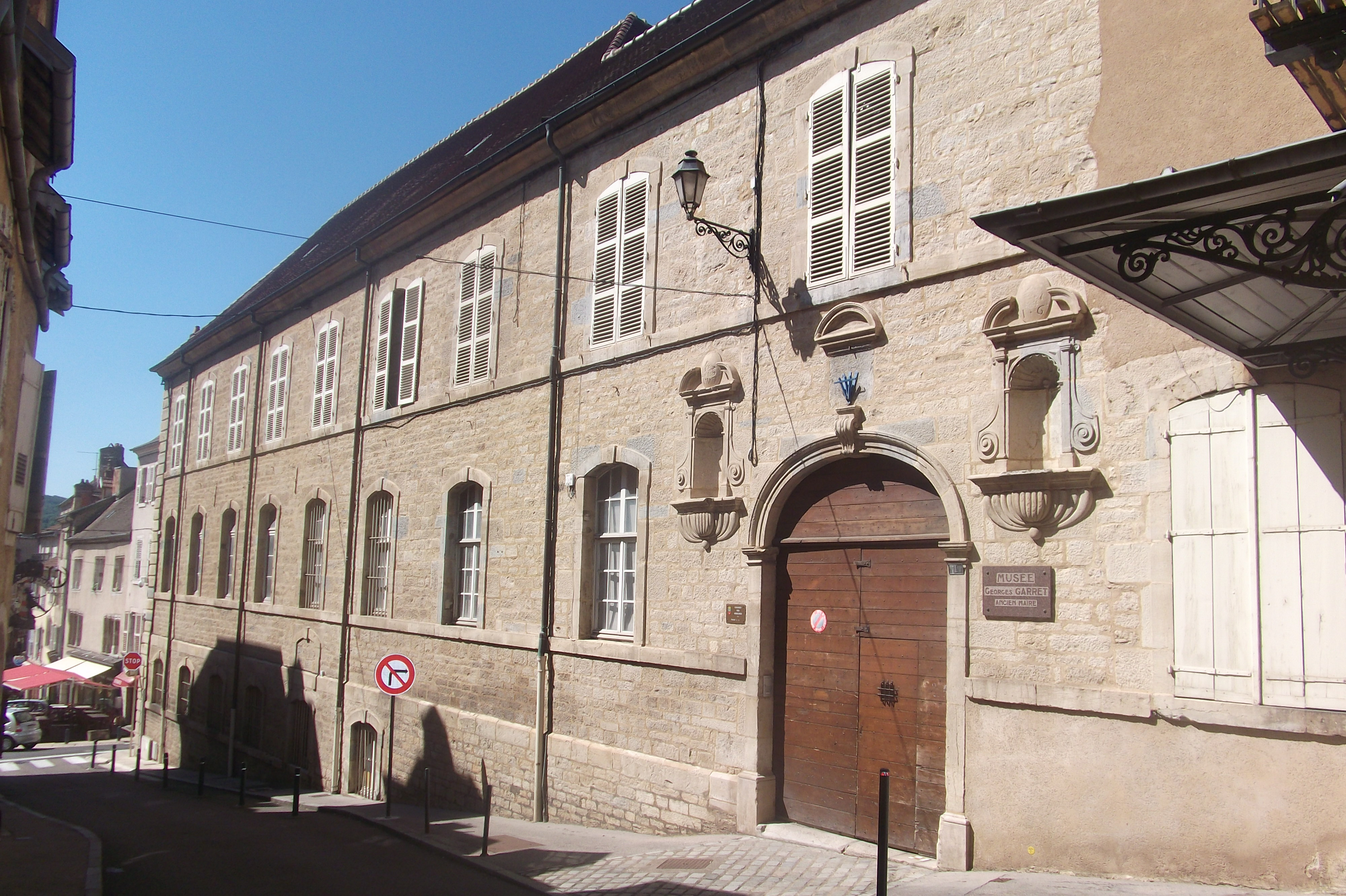
Musée Jean-Léon Gérôme

- Musée Jean-Léon Gérôme
- Bibliothèque municipale de Vesoul

### Salles de spectacles
- Théâtre Edwige-Feuillère
- Parc des expositions de Haute-Saône

## Patrimoine viaire

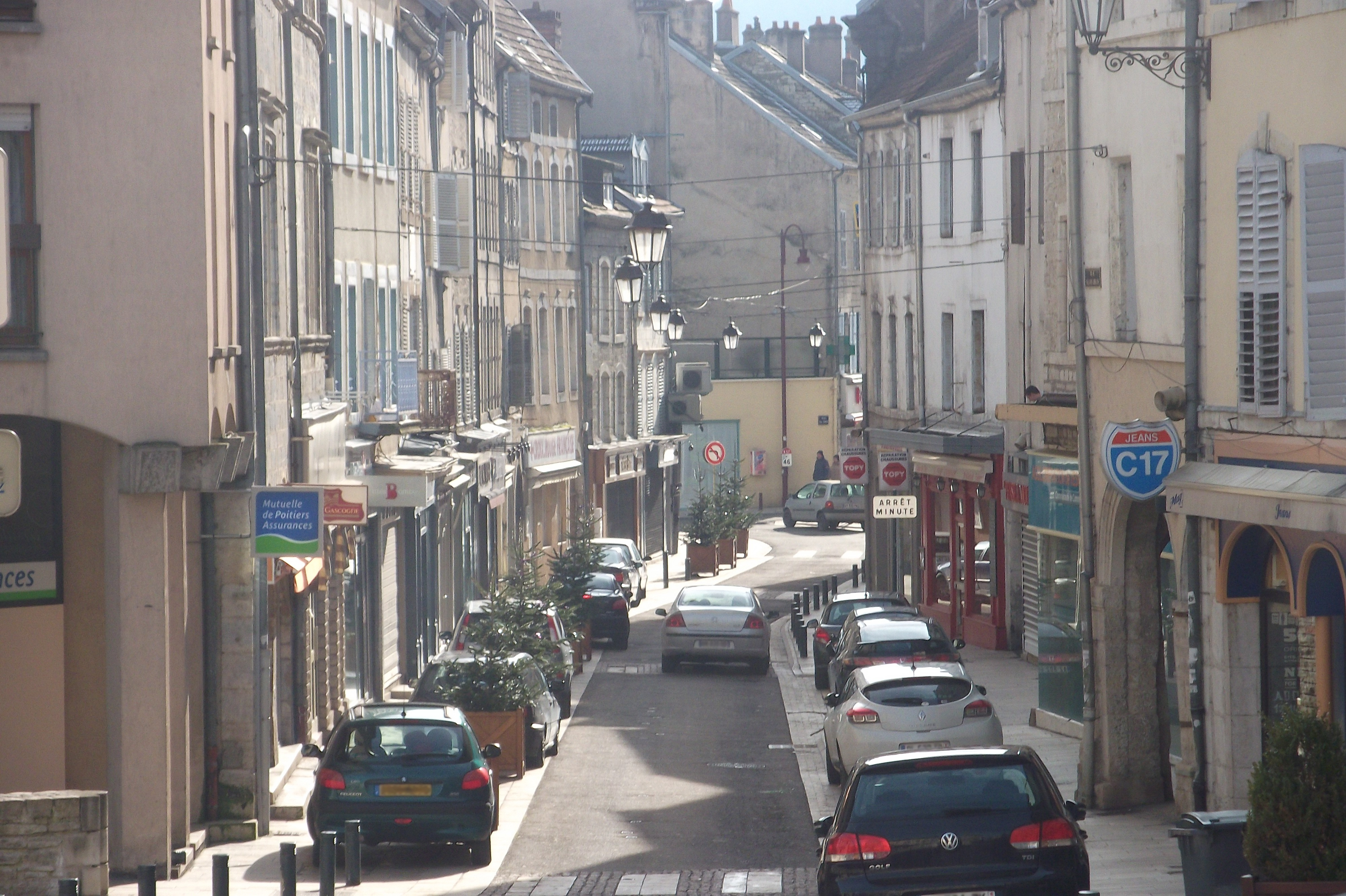
Rue d'Alsace-Lorraine

Certaines rues font partie de l'histoire de Vesoul, elles y détiennent de nombreux monuments historiques telles que la rue d'Alsace-Lorraine (où sont nées des personnalités célèbres tel Jean-Léon Gérôme, Raymond Aubrac…)
- Rue Baron-Bouvier, au numéro 2 de la rue, l'hôtel de Mongenet…
- Rue Roger Salengro, ou se situe de nombreux monuments historique de la ville tel l'hôtel Lyautey de Genevreuille, l'hôtel Thomassin, la maison Ébaudy de Rochetaillé…, rue du Docteur-Gevrey, rue du Presbytère, rue des Boucheries, rue de la Ressorte, rue Serpente, rue Saint-Georges, rue du Mailly, rue des Annonciades...

Aussi, des places notables peuvent être mentionnées comme la place de la République.
Quelques ponts appartiennent aussi au patrimoine vésulien. Le pont de Pontarcher est situé dans le secteur de Pontarcher. Le pont date du XVIIIe siècle. Il est le vestige de la route royale, impériale, nationale de Paris-Bâle. La passerelle Meillier relie la place des Allées et le jardin anglais de Vesoul. Elle fut construite en 1891 dans un style que l’on peut qualifier d’Art déco, la passerelle Meillier franchit la rivière le Durgeon et fait partie du patrimoine vésulien. Elle mesure quatorze mètres de long et deux mètres de large. De nombreux, petits et jolis ornements de ferronnerie constituent cette passerelle.

## Ponts
| Nom de la voie                                    | Toponymie                                                              | Construit en | Anciens noms               | Illustration       |
| ------------------------------------------------- | ---------------------------------------------------------------------- | ------------ | -------------------------- | ------------------ |
| Pont du Durgeon (aussi appelé pont des Tilleuls), |                                                                        | 1852         | Pont de l'hôpital          | Pont du Durgeon    |
| Passerelle Meillier                               | En hommage à Charles Emé Jules Meiller, maire de Vesoul de 1877 à 1892 |              |                            | Passerelle Meiller |
| Pont de Pontarcher                                | En référence au Pontarcher, quartier de Vesoul                         |              |                            | Pont de Pontarcher |
| Pont Canet                                        |                                                                        |              | A remplacé le pont Voisard |                    |